# 경남예술고등학교
경남예술고등학교(慶南藝術高等學校)는 대한민국 경상남도 진주시 장재동에 위치한 사립 고등학교이다.

## 학교 연혁
- 1989년 10월 16일 : 진주예술고등학교 설립인가 (음악과 3, 미술과 6 총 9학급)
- 1990년 3월 1일 : 초대 공삼진 교장 취임
- 1990년 3월 5일 : 개교 및 입학식 (음악과 1, 미술과 2학급)
- 1991년 3월 1일 : 경남예술고등학교 교명 변경
- 1992년 6월 17일 : 특수 목적 고등학교 지정(교육부)
- 1998년 4월 22일 : 허성구 제2대 이사장 취임
- 1999년 2월 28일 : 대성관 기숙사 개관
- 1999년 3월 20일 : 예술관 개관
- 2005년 9월 1일 : 학칙 변경(음악과 6, 미술과 3, 애니메이션과 3 총 12학급)
- 2011년 7월 20일 : 콘서트홀 개관(전용연주홀 340석)
- 2018년 3월 1일 : 본교 자율학교 지정
- 2018년 8월 2일 : 실용음악과 학과개편 (음악과 1학급, 실용음악과 1학급, 미술과 1학급, 애니메이션과 1학급)
- 2021년 3월 1일 : 제7대 정종환 교장 취임
- 2023년 2월 3일 : 제31회 졸업식 졸업생 92명(졸업생 누계 2,961명)
- 2023년 3월 2일 : 2023학년도 입학(신입생 95명)

## 설치 학과
- 음악과
- 실용음악과
- 미술과
- 애니메이션과
- 만화애니메이션과

## 참고 자료
- 경남예술고등학교 - 한국교육학술정보원 학교알리미